# BSG Wismut Aue
Die BSG Wismut Aue war eine Betriebssportgemeinschaft aus Aue im Bezirk Karl-Marx-Stadt der DDR. Aus ihr ging nach der Wende der FC Erzgebirge Aue hervor.

## Organisatorische Entwicklung

Zentra Wismut Aue (1949–1954)
BSG Wismut Aue (1963–1990)

Nach dem Zweiten Weltkrieg wurden durch Beschluss des Alliierten Kontrollrates alle Sportvereine aufgelöst. Um Sportlern die Möglichkeit zu geben, in engen regionalen Grenzen zugelassene Sportwettkämpfe durchzuführen, wurde im Sommer 1945 die Sportgruppe Aue, kurz SG Aue, gegründet. Die SG Aue führte die Fußballtradition des SV Aue weiter und beteiligte sich zunächst nur an Fußballwettkämpfen. Am 3. August 1948 wurde im Café Freundschaft die offizielle Gründung der Sportgemeinschaft Aue beschlossen. Nachdem 1948 in der Ostzone der Deutsche Sportausschuß die Einführung von Betriebssportgemeinschaften beschlossen hatte, übernahm das Pneumatikwerk Aue die bestehende Sportgemeinschaft und wandelte sie am 24. September 1949 in die BSG Pneumatik Aue um. Im Sommer 1950 übernahm die Sowjetische Aktien-Gesellschaft (SAG) Wismut die BSG als Trägerbetrieb und ihr Name wurde in BSG Zentra Wismut Aue geändert. Ein Jahr später wurde der Name in BSG Wismut Aue verkürzt. Die BSG gründete im Laufe ihres Bestehens zahlreiche Sportsektionen, von denen die Sektionen Fußball, Handball und Ringen am erfolgreichsten waren.
Am 6. November 1954 musste die BSG Wismut Aue einen Rückschlag erleiden, weil die Fußballabteilung der Betriebssportgemeinschaft zum neugegründeten SC Wismut Karl-Marx-Stadt delegiert wurde. Nach der Auflösung des Sportclubs im Jahr 1963 kehrte die Fußballabteilung, welche auch als Mitglied des SC Wismut Karl-Marx-Stadt weiterhin in Aue spielte, zurück zur BSG Wismut Aue.
Als nach der politischen Wende von 1989 das System der Betriebssportgemeinschaften zusammenbrach, zerfiel die BSG Wismut Aue in mehrere eingetragene Vereine, so zum Beispiel in den FC Wismut Aue (später in FC Erzgebirge Aue umbenannt) oder den Erzgebirgischen Handballverein Aue.

## Sektion Fußball

### BSG Wismut bis 1954
Die Fußballer bildeten die erfolgreichste Sportsektion der BSG Wismut. Sie war zwischen 1951 und 1990 ununterbrochen in der DDR-Oberliga vertreten, was neben ihr keiner anderen Mannschaft gelang. Sie brachte mehrere Nationalspieler hervor, hatte ihre größten Erfolge zwischen 1954 und 1963, als sie dem SC Wismut Karl-Marx-Stadt angeschlossen war.
Die SG Aue beteiligte sich 1946/47 an den erstmals auf Kreisebene ausgetragenen Meisterschaften und trat im Fußballkreis Erzgebirge an. In der Saison 1947/48 wurden die Kreismeisterschaften vorzeitig abgebrochen, die auf den beiden ersten Plätzen liegenden Mannschaften von Lauter und Aue wurden als Aufsteiger in die Bezirksliga Westsachsen eingestuft. Dort wurde die SG Aue 1948/49 unter zwölf Mannschaften Vierter. Zur Spielzeit 1949/50 wurde der Fußballspielbetrieb in der Ostzone neu strukturiert, unter der höchsten Spielklasse Fußball-Liga (später DDR-Oberliga) wurden fünf Landesklassen eingerichtet, und die nun umgebildete BSG Pneumatik Aue wurde in die Fußball-Landesklasse Sachsen eingegliedert. Dort erreichte sie in der Staffel West Platz 2 und qualifizierte sich damit für die zur Saison 1950/51 neu gegründete zweitklassige DDR-Liga. Inzwischen in Zentra Wismut umbenannt, erreichte die Auer Mannschaft in der Südstaffel den 1. Platz und stieg in die DDR-Oberliga auf. Mit 18 Treffern wurde Armin Günther zusammen mit Gerhard Hänsicke Torschützenkönig der DDR-Liga. Zum Spielerstamm des Aufsteigers gehörten die späteren Nationalspieler Karl Wolf und Siegfried Wolf.
In ihrer ersten Oberligasaison erreichte die BSG Wismut 1951/52 unter 19 Teams den 7. Platz und brachte mit Willy Tröger einen weiteren potentiellen Nationalspieler hervor. Die Spielzeit 1952/53 beendete die BSG punktgleich mit der SG Dynamo Dresden an der Tabellenspitze. Damit musste ein Entscheidungsspiel über die Meisterschaft entscheiden. Das Entscheidungsspiel am 5. Juli 1953 im Ost-Berliner Walter-Ulbricht-Stadion entschied Dynamo Dresden mit 3:2 nach Verlängerung für sich. In der Saison 1953/54 erreichte die BSG Wismut den 4. Platz und stellte mit Heinz Satrapa den Torschützenkönig, der jedoch mit 21 Treffern seinen Erfolg mit dem Erfurter Siegfried Vollrath teilen musste.

### SC Wismut Karl-Marx-Stadt
Am 6. November 1954 gründete die zentrale Sportvereinigung Wismut als ihr Leistungszentrum den SC Wismut Karl-Marx-Stadt. Dazu war vorgesehen, dass die Fußballsektion der BSG Wismut Aue in den Sportclub eingegliedert wurde. Nach Protesten der BSG-Mitgliederversammlung und der Auer Bevölkerung fand sich die Sportvereinigung Wismut bereit, die Fußballmannschaften weiter im Auer Erzgebirgsstadion spielen zu lassen (siehe fuwo 1954/45 S. 4). Unter dem Namen SC Wismut Karl-Marx-Stadt erlebten die Auer Fußballer ihre erfolgreichste Zeit. Sie wurden dreimal DDR-Meister (1956, 1957, 1959) und gewannen 1955 den DDR-Fußballpokal. Im Europapokal der Landesmeister kam der SC Wismut 1959 bis in das Viertelfinale. Während der Sportclubzeit entwickelten sich in Aue fünf weitere Nationalspieler, so Dieter Erler und Manfred Kaiser – das erfolgreiche Mittelfeldgespann der Zeit. Am 1. Juli 1963 fusionierte der SC Wismut mit dem SC Motor Karl-Marx-Stadt zum neuen SC Karl-Marx-Stadt. Da der SC Motor eine eigene Fußballsektion einbrachte, erhielten die Auer Fußballer ihre Selbstständigkeit zurück und schlossen sich wieder der BSG Wismut Aue an.

### BSG Wismut ab 1963
Nach Abschluss der Saison 1962/63 waren die bisherigen Stammspieler Dieter Erler und Albrecht Müller beim SC Karl-Marx-Stadt geblieben und die in Aue verbliebenen bisherigen Leistungsträger wie Siegfried Wolf (37), Manfred Kaiser (34) und Bringfried Müller (32) waren in die Jahre gekommen. Damit konnte die BSG Wismut in der Spielzeit 1963/64 und auch danach nicht mehr an die guten Leistungen des SC Wismut anknüpfen. Nach Platz 10 1964 erreichte Wismut Aue 1985 und 1987 mit Rang 4 die beste Platzierung. In den meisten Spielzeiten landete die Mannschaft im unteren Drittel der Oberligatabelle. Fünfmal war Wismut Aue beste Betriebssportgemeinschaft der Saison, und die Auer Anhänger hatten achtmal die Genugtuung, dass ihre Mannschaft die Saison vor dem Bezirksrivalen SC/FC Karl-Marx-Stadt liegend abschloss.
Mit den vierten Plätzen 1985 und 1987 qualifizierte sich Wismut Aue zweimal für den UEFA-Pokal. 1985/86 schied man gegen die damals sowjetische Mannschaft Dnepr Dnepropetrowsk bereits in der 1. Runde aus (1:3, 1:2). 1987/88 kam Aue nach zwei Unentschieden (0:0 und 1:1) gegen Valur Reykjavík aus Island in die 2. Runde, wo ein 1:0-Heimsieg gegen den albanischen Vertreter Flamurtari Vlora nicht reichte, denn im Rückspiel unterlag Aue mit 0:2.
Im DDR-Fußballpokal erreichte Wismut 1964/65, 1974/75 und 1988/89 das Halbfinale und ebenfalls dreimal das Viertelfinale. 1989 unterlag man im Duell der Bezirksrivalen dem FC Karl-Marx-Stadt zuhause mit 1:2. Tiefpunkt der Pokalhistorie war das Ausscheiden 1986 in der 1. Hauptrunde gegen die zweitklassige Mannschaft von Dynamo Eisleben.
Nach 1963 brachte Wismut Aue noch vier Nationalspieler hervor. Die meisten Länderspieleinsätze konnte Jörg Weißflog zwischen 1984 und 1988 mit 15 Berufungen verbuchen, während Bernhard Konik, Steffen Krauß, Harald Mothes jeweils ein Länderspiel bestritten.
Die letzte Saison im DDR-Fußball bestritt die BSG Wismut Aue 1989/90, die ab Februar 1990 vom neu gegründeten FC Wismut Aue beendet wurde. Es wurden 29 Spieler eingesetzt, die in den 26 Oberligaspielen nur fünf Siege und acht Unentschieden erreichten, aber 13 Niederlagen hinnehmen mussten. Mit dem negativen Torverhältnis von 25:36 landete die Auer Mannschaft auf dem vorletzten Tabellenplatz und stieg als längstjähriger Oberligavertreter nach 40 Spielzeiten ab. Der FC Wismut spielte 1990/91 in der zweitklassigen Nordost-Liga weiter.

### Trainer
- Kurt Gogsch (1946–1950)
- Walter Fritzsch (1950–März 1952)
- Rolf Kukowitsch (Mai 1952–Juni 1952)
- Karl Dittes (Juli 1952–August 1955) *
- Fritz Gödicke (August 1955–31. Mai 1958) *
- Günter Horst (1. Juni 1958–September 1958) *
- Gerhard Hofmann (September 1958–Juli 1960) *
- Manfred Fuchs (Juli 1960–4. März 1962) *
- Armin Günther (10. März 1962–30. Juni 1965)
- Bringfried Müller (1. Juli 1965–10. November 1967)
- Gerhard Hofmann (10. November 1967–30. Juni 1971)
- Bringfried Müller (23. Juli 1971–30. Juni 1977)
- Manfred Fuchs (1. Juli 1977–30. Juni 1981)
- Hans-Ulrich Thomale (1. Juli 1981–30. Juni 1985)
- Harald Fischer (1. Juli 1985–12. Oktober 1985)
- Konrad Schaller (13. Oktober 1985–31. Dezember 1985)
- Hans Speth (1. Januar 1986–16. April 1988)
- Jürgen Escher (23. April 1988–30. Juni 1988)
- Ulrich Schulze (1. Juli 1988–Dezember 1989)
- Jürgen Escher (Januar 1990–November 1990)

### Ligen- und Pokalbilanz
| Saison  | Liga (Spielklasse) | Platz | Tore  | Punkte | Zuschauer Ø | FDGB-Pokal         |
| ------- | ------------------ | ----- | ----- | ------ | ----------- | ------------------ |
| 1950/51 | DDR-Liga (II)      | 01    | 50:15 | 27-09  | 05.556      | nicht ausgetragen  |
| 1951/52 | Oberliga (I)       | 07    | 75:62 | 40-32  | 09.778      | nicht qualifiziert |
| 1952/53 | Oberliga (I)       | 02    | 57:48 | 38-26  | 10.719      | 1952–1954 1. Runde |
| 1953/54 | Oberliga (I)       | 04    | 59:42 | 33-23  | 11.000      | 1952–1954 1. Runde |
| 1954/55 | Oberliga (I)       | 02    | 62:38 | 33-19  | 14.000      | Pokalsieger        |
| 1955    | Oberliga (I)       | 01    | 30:13 | 20-06  | 14.000      | nicht ausgetragen  |
| 1956    | Oberliga (I)       | 01    | 53:21 | 38-14  | 11.462      | Halbfinale         |
| 1957    | Oberliga (I)       | 01    | 49:28 | 36-16  | 09.038      | Achtelfinale       |
| 1958    | Oberliga (I)       | 04    | 43:32 | 28-24  | 05.331      | Viertelfinale      |
| 1959    | Oberliga (I)       | 01    | 44:25 | 39-13  | 07.500      | Pokalfinale        |
| 1960    | Oberliga (I)       | 05    | 40:32 | 30-22  | 05.269      | Halbfinale         |
| 1961/62 | Oberliga (I)       | 06    | 60:48 | 40-38  | 05.053      | Achtelfinale       |
| 1962/63 | Oberliga (I)       | 04    | 43:42 | 28-24  | 05.815      | Viertelfinale      |
| 1963/64 | Oberliga (I)       | 10    | 23:32 | 23-29  | 08.385      | 3. Runde           |
| 1964/65 | Oberliga (I)       | 09    | 23:36 | 24-28  | 06.385      | Halbfinale         |
| 1965/66 | Oberliga (I)       | 06    | 33:33 | 28-24  | 07.808      | Viertelfinale      |
| 1966/67 | Oberliga (I)       | 09    | 45:43 | 26-26  | 08.077      | 2. Runde           |
| 1967/68 | Oberliga (I)       | 11    | 32:40 | 22-30  | 09.077      | Achtelfinale       |
| 1968/69 | Oberliga (I)       | 09    | 33:31 | 25-27  | 12.385      | Achtelfinale       |
| 1969/70 | Oberliga (I)       | 07    | 31:34 | 27-25  | 09.462      | Achtelfinale       |
| 1970/71 | Oberliga (I)       | 11    | 30:36 | 21-31  | 09.231      | Achtelfinale       |
| 1971/72 | Oberliga (I)       | 10    | 34:46 | 23-29  | 09.115      | Viertelfinale      |
| 1972/73 | Oberliga (I)       | 11    | 27:46 | 20-32  | 06.769      | 2. Runde           |
| 1973/74 | Oberliga (I)       | 11    | 29:38 | 22-30  | 07.000      | Achtelfinale       |
| 1974/75 | Oberliga (I)       | 12    | 24:43 | 21-31  | 08.154      | Halbfinale         |
| 1975/76 | Oberliga (I)       | 06    | 30:35 | 27-25  | 08.692      | 2. Runde           |
| 1976/77 | Oberliga (I)       | 10    | 27:45 | 22-30  | 09.731      | 2. Runde           |
| 1977/78 | Oberliga (I)       | 11    | 22:47 | 22-30  | 08.231      | 2. Runde           |
| 1978/79 | Oberliga (I)       | 11    | 34:49 | 19-33  | 06.923      | 2. Runde           |
| 1979/80 | Oberliga (I)       | 09    | 26:42 | 20-32  | 09.500      | 2. Runde           |
| 1980/81 | Oberliga (I)       | 12    | 34:60 | 18-34  | 10.308      | Achtelfinale       |
| 1981/82 | Oberliga (I)       | 10    | 33:48 | 23-29  | 12.538      | 2. Runde           |
| 1982/83 | Oberliga (I)       | 10    | 30:45 | 20-32  | 11.692      | Achtelfinale       |
| 1983/84 | Oberliga (I)       | 08    | 28:34 | 25-27  | 12.231      | Viertelfinale      |
| 1984/85 | Oberliga (I)       | 04    | 38:33 | 32-20  | 12.077      | Achtelfinale       |
| 1985/86 | Oberliga (I)       | 11    | 31:40 | 24-28  | 09.462      | 2. Runde           |
| 1986/87 | Oberliga (I)       | 04    | 40:26 | 32-20  | 11.715      | 1. Runde           |
| 1987/88 | Oberliga (I)       | 10    | 24:34 | 23-29  | 08.646      | Achtelfinale       |
| 1988/89 | Oberliga (I)       | 07    | 35:35 | 28-24  | 10.646      | Halbfinale         |
| 1989/90 | Oberliga (I)       | 13    | 25:36 | 18-34  | 09.700      | 2. Runde           |

### Spielstätte
Vor 1950 war das Städtische Stadion in Aue die Heimstätte der Auer Fußballer. Dieses Stadion wurde am 27. Mai 1928 eröffnet und wegen des möglichen Aufstiegs in die DDR-Liga in der Saison 1949/50 durch ein neues Stadion an der gleichen Stelle ersetzt. Es wurde am 20. August 1950 im Beisein des namensgebenden DDR-Ministerpräsidenten Otto Grotewohl mit einem Freundschaftsspiel eröffnet. Die Begegnung zwischen der BSG Zentra Wismut Aue und der BSG Waggonbau Dessau endete mit einem 3:3-Unentschieden.
Am 10. Oktober 1984 diente das Stadion in Aue einmal als Spielort der DDR-Nationalmannschaft. In diesem Spiel traf die Mannschaft von Nationaltrainer Bernd Stange zum dritten Mal auf Algerien und gewann das Spiel mit 5:2. Als einziger Auer Spieler wirkte Jörg Weißflog in der 2. Halbzeit mit.

### Neugründung 2019

Logo der neuen BSG Wismut Aue

Am 4. März 2019 wurde in Aue der BSG Wismut Aue e. V. neu gegründet. Erster Präsident wurde der ehemalige Aue-Spieler Holger Hasse. Der Verein sieht sich als Traditionsnachfolger zur alten BSG, will aber keine Konkurrenz zum FC Erzgebirge Aue sein, welcher sich ebenfalls auf die Tradition der BSG Wismut Aue beruft. Für die Saison 2019/20 meldete der Verein eine Mannschaft für die 2. Kreisklasse.

## Sektion Handball
Die Handballer der BSG Wismut Aue spielten von 1961 bis 1990 in der höchsten Handballspielklasse der DDR. Am erfolgreichsten waren die Männer im Hallenhandball. Sie wurden 1961 Karl-Marx-Städter Bezirksmeister und qualifizierten sich in der Aufstiegsrunde für die Oberliga. Verstärkt durch den Nationalspieler Reiner Leonhardt erreichte der Neuling 1961/62 in seiner Staffel Platz 4 und wurde dort auch beste Betriebssportgemeinschaft. Mit einer abstiegsbedingten Saison (1966/67) spielte die Hallenmannschaft bis 1990 in der Handballoberliga. Ihre beste Platzierung die BSG Wismut 1962/63 mit Platz 2. 13 Mal konnte man sich als beste BSG behaupten, meistens im Duell mit der BSG Post Schwerin. Auf dem Feld spielten die Wismutmänner von 1961 bis 1967 in der Oberliga. Mit Rang 4 erreichten sie in der Saison 1962/63 ihre beste Platzierung. Neben Reiner Leonhardt spielte auch der 114-fache Nationalspieler in den 1960er und 1970er Jahren für die BSG Wismut Aue.
Die Handballfrauen der BSG Wismut spielte nur eine kurze Gastrolle im höheren Ligenbereich. Sie stiegen 1967 in die zweitklassige Hallenhandball-Liga auf, wo sie 1967/68 mit Rang 4 ihre beste Platzierung in der Liga erreichten. Nach vier weiteren Mittelfeldplätzen stiegen die Wismutfrauen 1967 wieder aus der Hall-Liga ab. Im Feldhandball wurden 1967 letztmals Meisterschaften im Feldhandball ausgetragen. Bei den Frauen wurde die Meisterschaft im Pokalmodus ausgetragen. Die Vorrunde wurde mit 34 Mannschaften ausgetragen, für die sich auch die BSG Wismut Aue qualifiziert hatte. Da sie in ihrer Gruppe unter acht Mannschaften nur Fünfte wurde, schied die BSG Wismut noch vor dem Viertelfinale aus.
Im Herbst 1990 schied die Sektion Handball aus der Betriebssportgemeinschaft und gründete mit dem EHV Wismut Aue einen eigenständigen Verein.
Seit dem 1. Juli 2020 gibt es wieder eine Handballmannschaft unter dem Namen BSG Wismut Aue. Diese entstand aus dem Übertritt von 22 Handballern des SV Schneeberg in die 2019 neugegründete BSG Wismut Aue. Die Mannschaft startet in der Bezirksliga. Damit gibt es bereits wieder zwei Sektionen unter dem alten Namen.

## Sektion Ringen
1957 schloss sich die Sektion Ringen der BSG Wismut Aue-Ost, die bereits 1952 gegründet worden war, der BSG Wismut Aue an. Noch im selben Jahr stiegen die Ringer in die zweitklassige Ringer-DDR-Liga, 1958 in die Oberliga auf. Danach gehörten die Ringer der BSG Wismut bis in die 1970er Jahre hinein zu den erfolgreichsten Ringermannschaften in der DDR. Es wurden 21 DDR-Mannschaftstitel und fünf DDR-Pokalsiege erreicht sowie 16 Einzeltitel jeweils in der Freistildisziplin gewonnen. Die Wismut-Ringer Horst Czech (5 Einzeltitel) Siegried Epperlein (3) gewannen die erfolgreichsten Ringer aus Aue. Nachdem der zweifache DDR-Meister Jürgen Wondra 1971 die letzte Meisterschaft im Männerbereich für Wismut Aue gewonnen hatte, wurden noch zahlreiche Titel im Jugendbereich errungen. Nach der Wende schloss sich die Sektion Ringen dem FC Wismut Aue an.

## Varia
- Auf die Eiskunstlauf-Trainerin Jutta Müller geht die Wismut-Aue-Vereinsfarbe Lila zurück: Ihre Anregung gab ihr Ehemann, der Fußballer Bringfried Müller, an die Vereinsleitung weiter – die kurz darauf veilchenfarbene Trikots anfertigen ließ.[4]